# Себелево
Себелево — хутор в Каменском районе Воронежской области России.
Входит в состав Марковского сельского поселения
На территории хутора Себелево располагается одно домовладение. Основная часть населённого пункта — зона сельскохозяйственного использования.

## География
Хутор расположен в южной части поселения. Удалён от центра поселения на 8 км. Сообщение с другими населёнными пунктами осуществляется по грунтовой дороге.